# Роджер Вільямс
Роджер Вільямс (англ. Roger Williams, 21 грудня 1603 — 1 квітня 1683) — пуританський теолог, який заснував плантації Провіденс, що стали Колонією Род-Айленд. Був рішучим захисником свободи віросповідання, відокремлення церкви від держави та чесних відносин з корінними американцями, а також одним із перших аболіціоністів.
Вільямса вигнали пуританські лідери з колонії Массачусетської затоки за поширення «нових та небезпечних ідей», і він заснував плантації Провіденсу в 1636 році як притулок, що пропонує, як він називав, «свободу совісті». В 1638 році він заснував Першу баптистську церкву в Америці, також відому як Перша баптистська церква Провидіння. Він вивчав корінні американські мови і написав першу книгу про мову наррагансетт, і організував першу спробу заборони рабства у будь-якій з північноамериканських колоній Англії.

## Раннє життя
Роджер Вільямс народився в Лондоні, Англія. У тринадцять років він став пуританином, всупереч поглядам батька. Його батько, Джеймс Вільямс (1562–1620), був купцем зі Смітфілда, а мати — Еліс Пембертон (1564–1634)
Під патронатом сера Едварда Коука (1552-1634), відомого юриста, Вільямс здобув освіту у Чартерхаусі, а потім у Пембрукському коледжі Кембриджського університету в 1627 році. Згодом ще два роки вивчав теологію. Через свій мовний талант він опанував латину, грецьку, голландську та французьку мови. Після закінчення університету він став капеланом Вільяма Мешема. Він дав уроки латини Джону Мілтону в обмін на вивчення івриту.
По закінченню Кембриджу, Вільямс став капеланом у багатій родині. 15 грудня 1629 року він одружився з Мері Барнард (1609–1676) у церкві в селі Хай-Лейвер, Ессекс. Він мав шість дітей, які народилися в Америці.
До 1630 року Роджер Вільямс вступив у суперечку з архієпископом Вільямом Лодом. Після того, як запропонована йому посада в університеті була скасована по створенню Англіканської церкви, він виїхав до Америки. В 1631 році він прибув до Массачусетсу.

## Життя в Америці
В 1630 році Роджер Вільямс з родиною прибув до Бостона. 5 лютого 1631 року став парафіяльним священиком. Він почав проповідувати думку, що світський суддя не може судити про порушення Десяти заповідей і що кожна людина має право на своє власне судження з релігійних питань. Це означало відокремлення світської судової влади від Церкви. Далі він стверджував, що всі люди мають право на власну думку щодо релігійних питань, тобто релігійної свободи. Ця теза лягла в основу Першої поправки до Конституції США. Вільямса запросили вчителем до графства пурітан Плімут до міста Сейлем, де він прожив два роки. Здивований пануючою нетерпимістю та ворожістю до корінного населення, він закликав до терпимості щодо інакодумців. З цієї причини старійшини колонії наказали йому піти. Потім Вільямс приєднався до баптистів, був повторно охрещений і заснував колонію Род-Айленд, де всім жителям була гарантована свобода совісті та віросповідання, що фактично означало відокремлення церкви від держави. В 1639 році у столиці Род-Айленда Провіденс заснував Американську баптистську церкву. Наприкінці свого життя він розірвав свої зв'язки з інституційним християнством, оголосивши себе «шукачем».